# Hintergrundausblendung
Eine Reflexions-Lichtschranke mit Hintergrundausblendung besteht aus einem Lichtsender und mehreren Lichtempfängern. Durch das Prinzip der Triangulation lässt sich der Abstand eines Objektes bestimmen. Abhängig von diesem Abstand schaltet der Näherungsschalter ein oder aus.

## Funktionsweise

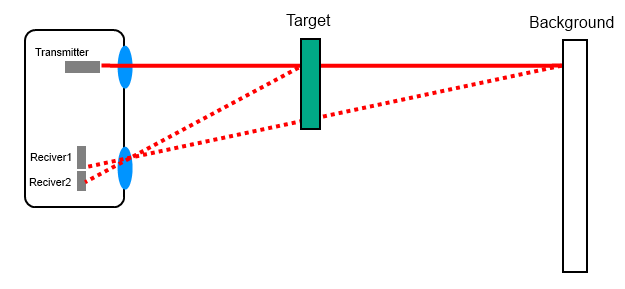
Hintergrundausblendung

Bei diesen optischen Näherungsschaltern wird der vom Sender ausgesandte Lichtstrahl am Objekt reflektiert. Bei rein energetisch arbeitenden Lichtschranken (ohne Hintergrundausblendung) wird auf einem Empfangselement die Energie des reflektierten Lichtes ausgewertet. Bei Lichtschranken mit Hintergrundausblendung wird nicht die Energie, sondern die Energiedifferenz auf mindestens zwei Lichtempfängern für die Auswertung herangezogen. So wird ein Signal ausgelöst, wenn auf einem Empfänger für den Vordergrund mehr Energie detektiert wird als auf einem Empfänger für den Hintergrund.

### Einstellbare Hintergrundausblendung
Neben einem fest eingestellten Bereich für Vordergrund und Hintergrund gibt es auch Taster mit einstellbaren Bereichen. Dies kann entweder mechanisch, z. B. über die Bewegung der Linse, oder elektronisch mit Hilfe eines Position Sensitive Device geschehen.

## Vorteile
Die Schwarz-Weiß-Differenz, also der Distanzunterschied in der Erkennung von weißen, gut reflektierenden – und schwarzen, kaum reflektierenden Objekten ist sehr gering.

## Nachteile
Ist ein Objekt signifikant kleiner als der Lichtstrahl des Sensors, wird es nicht erkannt.
 Pepita-Effekt: Wenn ein Objekt mit sehr unterschiedlichen Kontrasten (z. B. schwarz-weiß) Sender und Empfänger nacheinander überstreicht, befindet sich der Lichtpunkt des Senders zeitgleich auf den beiden kontrastreichen Farben. Trifft die Reflexion vom besser reflektierenden Teil auf den Hintergrundempfänger und die des schlechter reflektierenden Teils auf den Vordergrundempfänger, schaltet der Sensor aus. So ergibt sich beim Überstreichen ein kurzer Ausschaltpuls. Dies kann vermieden werden, indem Sensor oder Objekt um 90° gedreht und Sender und Empfänger von der kontrastreichen Kante gleichzeitig überstrichen werden.